# Gastón Álvarez
Gastón Álvarez (Melo, 2000. március 24. –) uruguayi korosztályos válogatott labdarúgó, a szaúdi al-Kvadszija játékosa.

## Pályafutása

### Klubcsapatokban
Álvarez az uruguayi Melo városában született. Az ifjúsági pályafutását a Boca Juniors Melo és a Cerro Largo csapatában kezdte, majd 2016-ban a Defensor Sporting akadémiájánál folytatta.
2019-ben mutatkozott be a Defensor Sporting felnőtt keretében. 2021-ben a Boston River csapatához igazolt. 2022. január 28-án 1½ éves kölcsönszerződést kötött a spanyol első osztályban szereplő Getafe együttesével. Először a 2022. augusztus 28-ai, Villarreal ellen 0–0-ás döntetlennel zárult mérkőzésen lépett pályára. Első gólját 2022. szeptember 4-én, a Valencia ellen idegenben 5–1-re elvesztett találkozón szerezte meg.
2024. augusztus 19-én a szaúdi al-Kvadszija 12 millió euróért szerződtette négy évre.

### A válogatottban
Álvarez az U18-as, az U20-as és az U22-es korosztályú válogatottakban is képviselte Uruguayt.

## Statisztikák
2022. szeptember 18. szerint
| Klub                | Szezon   | Osztály  | Bajnokság | Bajnokság | Kupa  | Kupa | Nemzetközi | Nemzetközi | Összesen | Összesen |
| Klub                | Szezon   | Osztály  | Meccs     | Gól       | Meccs | Gól  | Meccs      | Gól        | Meccs    | Gól      |
| ------------------- | -------- | -------- | --------- | --------- | ----- | ---- | ---------- | ---------- | -------- | -------- |
| Getafe (kölcsönben) | 2022–23  | La Liga  | 4         | 2         | 0     | 0    | —          | —          | 4        | 2        |
| Összesen            | Összesen | Összesen | 4         | 2         | 0     | 0    | 0          | 0          | 4        | 2        |

## Fordítás
Ez a szócikk részben vagy egészben  a   Gastón Álvarez című angol Wikipédia-szócikk fordításán alapul.  Az eredeti cikk szerkesztőit annak laptörténete sorolja fel. Ez a jelzés csupán a megfogalmazás eredetét és a szerzői jogokat jelzi, nem szolgál a cikkben szereplő információk forrásmegjelöléseként.